# Ferdinand Desnos
Ferdinand Desnos est un peintre naïf autodidacte né à Pontlevoy (Loir-et-Cher) le 29 juillet 1901, vivait rue Gay-Lussac à Paris, mort à Paris le 16 novembre 1958. Il était le cousin et l'ami de Robert Desnos.

## Biographie

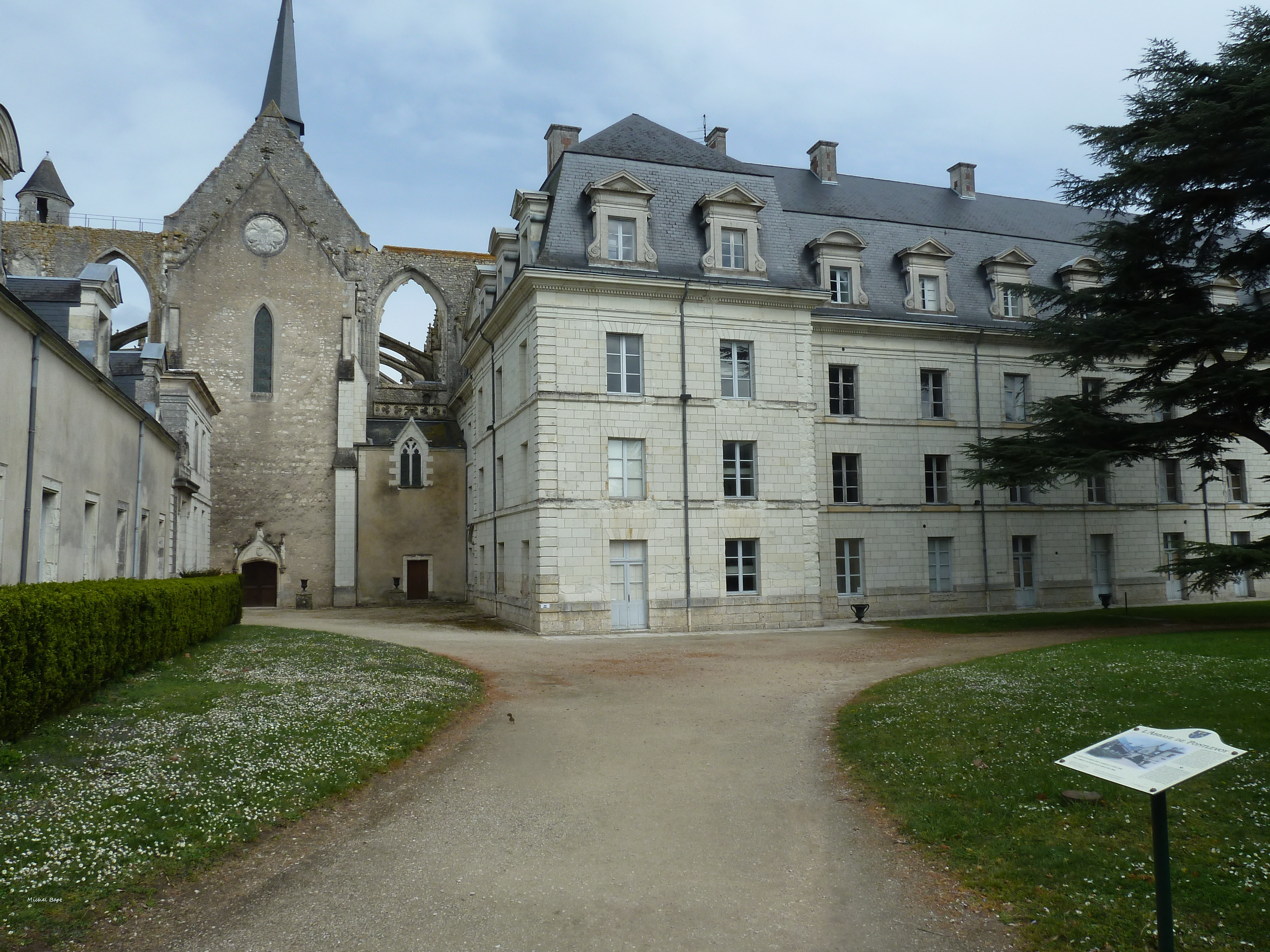
L'abbaye de Pontlevoy

Second fils du boulanger de Pontlevoy, Ferdinand Desnos, qui manifeste très tôt un goût prononcé pour le dessin, fait ses études au collège de l'abbaye. D'abord garde-chasse de Pontlevoy, il est dans sa jeunesse d'un tempérament joyeux, aimant les plaisirs simples de la vie: il fait partie d'orchestres locaux animant les bals du dimanche, il observe la vie rurale dont sa peinture restera nourrie (Les travaux aux champs, les fêtes champêtres, les sorties de messes dominicales, les processions religieuses), accompagne son frère aîné à la chasse en forêt et en plaine, en des randonnées champêtres qui seront inspiratrices de la part animalière de son œuvre. 
Ferdinand Desnos épouse Andrée Vinet en 1923 (le mariage donnera naissance à quatre filles) pour s'installer à Montrichard où il vit de petits métiers: il travaille entre autres aux caves champignonnières du village voisin de Bourré. C'est dans ce village qu'il commence à peindre à l'huile. Il monte en 1927 « tenter sa chance » à Paris où il s'installe à Ménilmontant et où, après un premier emploi « chez un marchand de jouets dont il réalise un beau portrait », il entre comme électricien au Petit Parisien, passant ses temps libres dans les musées et les jardins publics. Le critique d'art Fritz-René Vanderpyl (1876-1965), chroniqueur au Petit Parisien remarque son travail pictural et l'introduit dans les milieux artistiques, favorisant sa première exposition au Salon des indépendants de 1931. Sa première exposition pariculière parisienne se tient en 1943.
Les portraits qu'il peint à Paris nous disent ses amitiés: outre Fritz-René Vanderpyl, il y a Maurice Utrillo en 1930, Paul Fort en 1943, puis plus tard Paul Léautaud en 1953 ou encore Chalgalo (pseudonyme du peintre naïf CHarles ALbert GAston LOmbard) également en 1953.

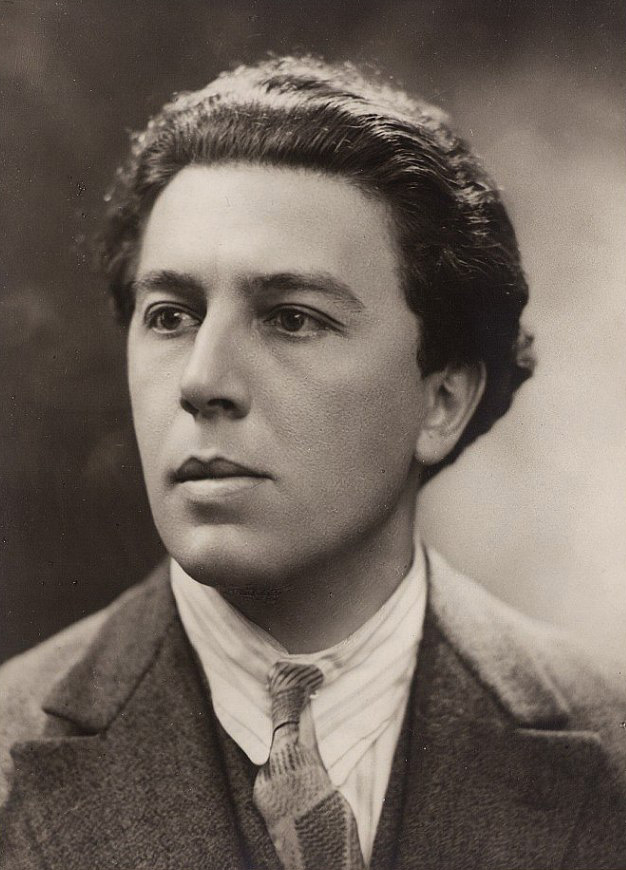
André Breton

Atteint de tuberculose, Ferdinand Desnos, contraint de quitter l'air de la capitale, vient s'installer à Blois (où une exposition particulière lui est consacrée), puis chez sa fille à Pontlevoy. Il revient à Paris en 1948, rejoignant sa femme dans une modeste loge de concierge de la rue Gay-Lussac, mais ses difficultés respiratoires le contraignent à des séjours en hôpital, puis en sanatorium.
Ce n'est qu'en 1954, avec son tableau Les goélands exposé au Salon des Indépendants, que Ferdinand Desnos commence à intéresser le monde des critiques d'art et des collectionneurs, à l'instar d'André Breton dont Ferdinand peint cette année-là un portrait (aujourd'hui dans la collection du Musée international d'art naïf Anatole Jakovsky de Nice).
Ferdinand Desnos meurt en novembre 1958, peu après une hospitalisation pour opération chirurgicale. Il repose au cimetière parisien d'Ivry. Lui qui de son vivant n'intéressa qu'un infime cercle de collectionneurs fait aujourd'hui l'objet d'études, de catalogues, de rétrospectives, et est entré dans les musées. Aussi Jacques Busse peut-il interroger: « Sa mort a changé les choses, mais en mourant, le pauvre peintre acharné a-t-il pressenti qu'il allait commencer à vivre ? ».

## Expositions

### Expositions personnelles
- Galerie La Boétie, Paris, 1943.
- Rétrospective Fernand Desnos, Musée des beaux-arts de Tours, 1963.
- Fernand Desnos, peintures, Musée Tavet-Delacour, Pontoise, 1980.
- Troisième Salon international d'art naïf - Hommage au peintre Ferdinand Desnos, Paris, mai-juin 1986.
- Rétrospective Fernand Desnos, Musée international d'art naïf Anatole Jakovsky, Nice, 1993.
- Le musée dans la rue, Pontlevoy, 2004.
- Ferdinand Desnos à ciel ouvert, Pontlevoy, 2012[10],[11].
- Ferdinand Desnos, un naïf spirituel, rétrospective, Hôtel Drouot, Paris, janvier-février 2019[12].

### Expositions collectives
- Salon des indépendants, Paris, à partir de 1931 (entre autres, 1954)[Note 2].
- Quatre-vingt peintres de Renoir à Kisling, Musée de Turin, 1964.
- De Vallotton à Desnos, Musée Jenisch, Vevey, 1965.
- Primitifs du XXe siècle, Ferdinand Desnos et son temps, Maison des arts et loisirs, Le Creusot, 1968.
- Cinq peintres naïfs français (André Bauchant, Camille Bombois, Ferdinand Desnos, Dominique Lagru et Germain Van der Steen), Maison de la culture et des loisirs, Saint-Étienne, 1974.
- Cinq peintres naïfs français, Musée du Petit Palais à Genève, novembre-1975-février 1976.
- Peintres naïfs, Tokyo, Osaka, 1977.
- Primitifs du XXe siècle, Maison de la culture, Annemasse, 1979.
- Naïve Kunst aus Frankreich, Städtische Kunsthalle, Recklinghausen, 1982.
- L'univers des naïfs, Musée de l'Athénée, Genève, juillet-septembre 1983.
- Un siècle, cent chefs-d'œuvre, centenaire de la Société des artistes indépendants, Grand palais des Champs-Élysées, Paris, 1984.
- Autour de l'animal, XIème destival des arts, Saint-Antoine-l'Abbaye, 1986.
- Trésors du Petit-Palais de Genève, Musée Jean Vinay, Saint-Antoine-l'Abbaye, 1987.
- Un siècle d'art naïf, Musée Jean Vinay, Saint-Antoine-l'Abbaye, 1989.
- Le chat et ses amis de Steinlen à Foujita, Musée du Petit Palais à Genève, 1990.
- Trésors du Petit Palais de Genève - de Renoir à Kisling, Palais de la Bourse, Chambre de commerce et d'industrie de Marseille, juin-octobre 1990.
- Le Douanier Rousseau et les primitifs du XXe siècle, ,Musée du Petit Palais à Genève, novembre 1990-mars 1991.
- Primitivi europei del XX secolo, Salle d'armes du Palazzo Vecchio, Florence, 1993.
- 51 toiles de la collection Oscar Ghez, L'art naïf et l'art des enfants, exposition itinérante, Centre culturel Simone Signoret de Château-Arnoux, Chapelle du collège de Carpentras, Cité du livre d'Aix-en-Provence, Musée international d'art naïf Anatole Jakovsky de Nice, Maison Ravier de Morestel, 1994-1995.
- Les Heures chaudes de Montparnasse, Espace Électra, Paris, puis Musée du musée du Petit Palais à Genève, 1995.
- Peintres naïfs de Rousseau à Demonchy, Musée international d'art naïf Max Fourny, Vicq (Yvelines), 1995.
- Théorie des cafés, Musée des beaux-arts de Caen, 1997.
- Homenaje a los artistas de Montparnasse, 100 contemporeanos de Diego Rivera en la coleccion del Petit-Palais, Musée Dolorès Olmedo Patino et Musée d'art moderne de Mexico, 1998.
- Le peintre et les baigneuses dans l'art moderne, 1890-1960, Musée du Petit-Palais, Genève, juin-septembre 2000.
- De Renoir à Pablo Picasso, un siècle d'art du Petit-Palais de Genève, Palazzo Bricherasio, Turin, 2001.
- Les naïfs en fête, Quatrième Biennale internationale de Laval, 2003.
- Les Heures chaudes de Montparnasse, Musée du Montparnasse, Paris, juin 2007-janvier 2008[13].
- De Manet à Renoir, trésors de la peinture française du Petit-Palais, Städtischen Museen, Jena, 2008-2009.
- Musée Charlotte Zander, château de Bönnigheim, 2012.

## Réception critique
- « A colorist whose paintings express a rustic poetry. » - Raymond Nacenta[14]
- « En plus de ce qu'il se rappelle, il y a ce qu'il imagine, ce qu'il devine, ce qu'il pressent, la mort si souvent présente dans son œuvre, comme si elle devait l'être prématurément dans cette vie, et, par delà la mort, Dieu - Dieu qui a pour Desnos un visage: celui du Christ. De là, l'autre versant de son œuvre, le versant visionnaire... sacré et tourangeau, définirons nous par ces deux épithètes l'art de Ferdinand Desnos. » - Bernard Dorival[15]
- « Son imagination fertile, la simplicité de ses formes, qu'on dirait taillées dans le bois, l'éclat de ses couleurs et sa tendance à l'humour font de Desnos l'un des peintres naïfs français les plus authentiques. » - Le Robert[3]
- « Une peinture  dont la puissance plastique est instinctivement magistrale chez cet autodidacte [...]L'art de Desnos, dans sa spontanéité populaire, est animé d'un souffle religieux, d'un lyrisme poétique et fantaisiste où l'humour rejoint le drame. » - Gérald Schurr[16]
- « Comme beaucoup de créateurs et peut-être tout simplement parce que c'est un peintre naïf avant tout, Ferdinand Desnos est un artiste énigmatique. Il porte en lui les gênes de l'Art Naïf. Il nous a laissé tout entière son énigme, ces visages angéliques, ces chats familiers et ces chiens de chasse, ces biches alanguies et ces prêtres statufiés sous le poids du souvenir... » - Anne Devroze-Stilz[17]
- « Ferdinand Desnos a peint environ huit-cents toiles. Sauf quelques rares exceptions, personne ne songeait à les lui acheter; il continua cependant à peindre, souvent dans le dénuement. Dans ce cas, on est assuré de la profonde authenticité de l'acte de peindre, pour rien, pour personne. C'est là que l'on retrouve les sources fraîches de la création, jamais aussi pures que chez ceux qui peignent ignorés dans leur solitude, chez ces peintres que l'on dit naïfs alors qu'ils sont simplement innocents. » - Jacques Busse[5]
- « Comme le Douanier Rousseau, c'est un peintre d'histoires simples, avec l'instinct de l'achèvement... » - Jean-Pierre Delarge[18]
- « La gaucherie n'est pas une fatalité, comme en témoignent Jean Eve, Gertrude O'Brady, Ferdinand Desnos [...] et beaucoup d'autres. L'imaginaire de ces peintres, leur style, les entraînent parfois aux frontières de l'Art brut. » - Marie-Christine Hugonot[19]

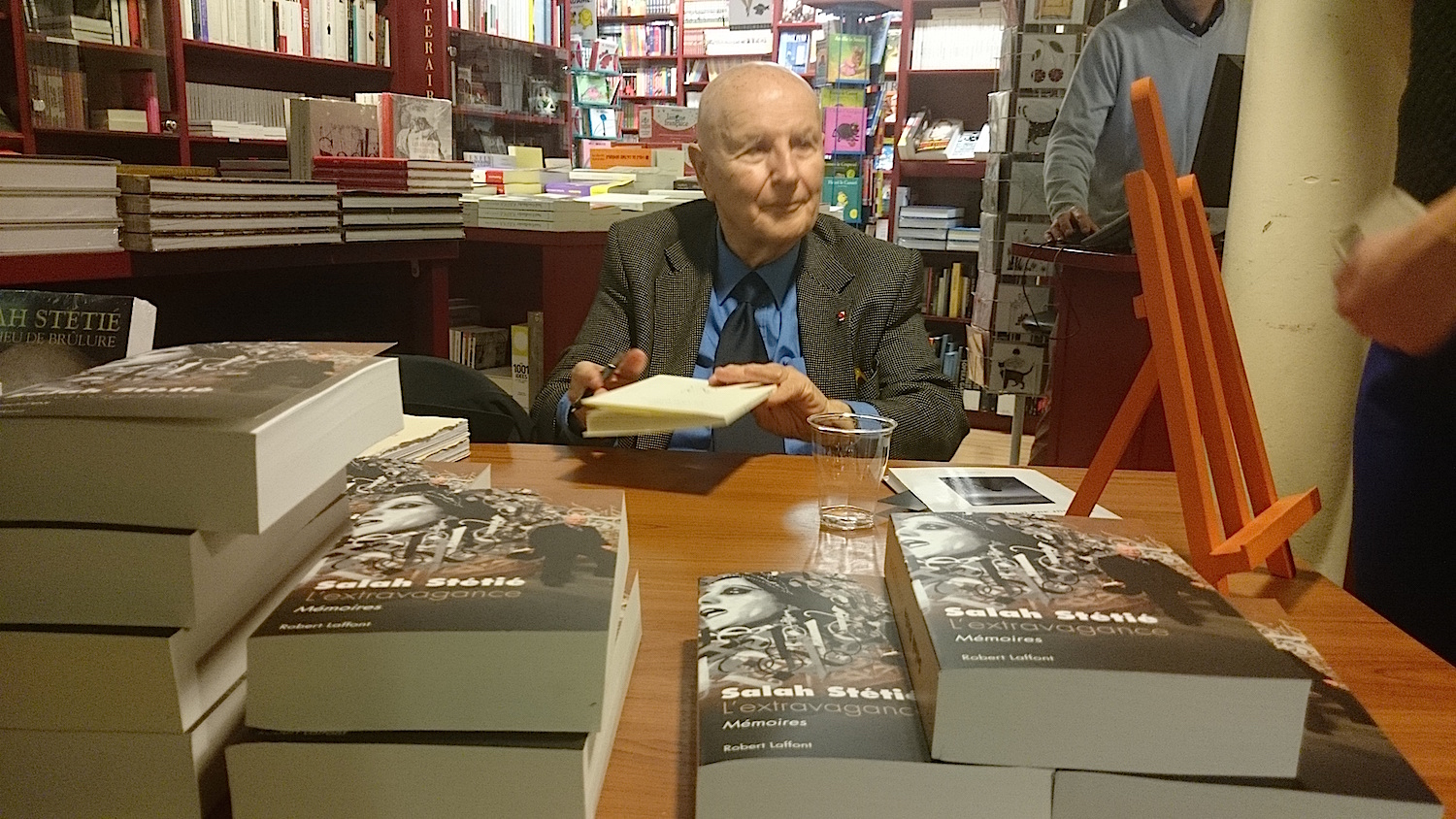
Salah Stétié

- « C'était un peintre qui ne s'adressait qu'au merveilleux, en toute spontanéité primaire, avec des toiles de tous formats, certains très grands, qu'il accrochait de bas en haut de la cage de l'immeuble de la rue Gay-Lussac où il était concierge, exposition d'autant de chefs-d'œuvre dont s'indignaient les locataires qui refusaient cependant de trop protester parce que Ferdinand, avec sa femme et ses deux filles un peu honteuses elles aussi des barbouillages de leur mari et père, fournissait, mis de côté ses dix chats toujours en vadrouille dans les étages, le meilleur des services de gardiennage de tout le quartier. » - Salah Stétié[1]

## Collections publiques
- Musée national d'art moderne, Paris, dont La Cène sur la Seine[Note 3], 1945, tableau en dépôt temporaire au Musée du Vieux-Château (Laval)[20].
- Musée des beaux-arts de Tours, Le faucheur.
- Musée du château de Plessis-lèz-Tours[21].
- Musée du Petit Palais à Genève, dont : Don Quichotte et Sancho Pança ;  La Procession au village
- Musée international d'art naïf Anatole Jakovsky, Nice.

## Collections privées
- Wilhem Uhde.
- Madame Marcel-Lenoir.

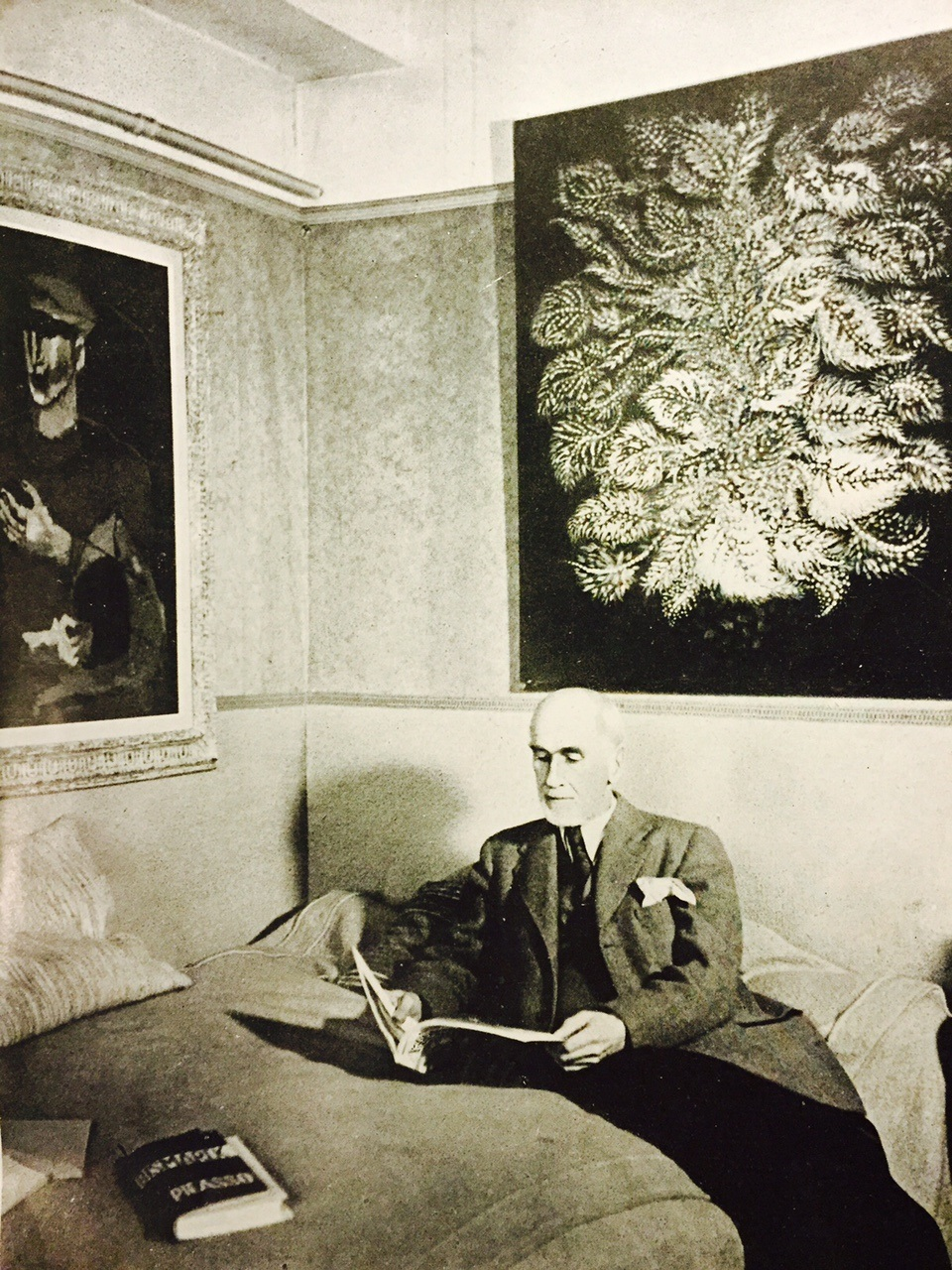
Wilhem Uhde

- Laurent Négro (1929-1996), collection d'art naïf du Château de Gourdon[19].
- Oscar Ghez (1905-1998).
- André Breton (1896-1966), Saint-Cirq-Lapopie, dont Portrait d'André Breton, huile sur carton, 1954[8].
- Charlotte Zander (1930-2014), Zander Collection, Cologne)[22].
- Salah Stétié[1],[23].
- Jean-Étienne Marie[1].
- Louis Guyard[24].
- Henri Braun-Adam[25].
- Paul Chadourne (1898-1981)[4].
- Docteur Raoul Tubiana (1915-2013)[4].

### Filmographie
- Ferdinand Desnos, Georges van Haardt, Polygraphie polyphonique n°1 et n°2, film expérimental (court-métrage), réalisation, images et sons de Jean-Étienne Marie[27].